# ماريانو أسيفيدو
ماريانو أسيفيدو (بالإسبانية: Mariano Acevedo)‏ هو لاعب كرة قدم ومدرب كرة قدم هندوراسي، ولد في 9 يناير 1983 في El Progreso ‏ في هندوراس. شارك مع منتخب هندوراس لكرة القدم. أما مع النوادي، فقد لعب مع نادي ماراثون.

## وصلات خارجية
- ماريانو أسيفيدو على موقع إي إس بي إن إف سي (الإنجليزية)
- ماريانو أسيفيدو على موقع قاعدة بيانات كرة القدم.إي يو (الإنجليزية)
- ماريانو أسيفيدو على موقع ناشيونال فوتبول تيمز (الإنجليزية)
- ماريانو أسيفيدو على موقع Soccerway.com (الإنجليزية)